# Sonate pour piano no 15 de Mozart
Pour les articles homonymes, voir Sonate pour piano (homonymie).
La Sonate pour piano no 15 en fa majeur, K. 533/494, de Wolfgang Amadeus Mozart, a été terminée le 3 janvier 1788.

## Historique
La sonate en fa majeur est constituée de deux morceaux différents, d'où les deux numéros Köchel. La partie finale Rondo a été originellement écrite comme une pièce séparée (K. 494), composée en 1786. Quelques mois après, Mozart a composé les deux premiers mouvements. À la demande de son éditeur, Mozart a ajouté à ces deux mouvements le KV 494, pour constituer une sonate en trois mouvements.

## Analyse
La sonate est en trois mouvements :
1. Allegro, en fa majeur, à , 239 mesures, 2 sections répétées deux fois (première section : mesures 1 à 102 et seconde section : mesures 103 à 239) - partition
2. Andante, en si bémol majeur, à 
, 122 mesures, 2 sections répétées deux fois (première section : mesures 1 à 46 et seconde section : mesures 47 à 122) - partition
3. Rondo: Allegretto, en fa majeur, à , 187 mesures, (mesures 95 à 116, en fa mineur, 2 sections répétées deux fois : première section : mesures 95 à 102 et seconde section : mesures 103 à 116) - partition

- Durée de l'interprétation: environ 23 minutes

Introduction de l'Allegro
Introduction de l'Andante
Introduction du Rondo: Allegretto